# Heysham
Heysham est une ville du Lancashire, en Angleterre. Elle est située sur le littoral de la baie de Morecambe, juste au sud de la ville de Morecambe, à environ 8 km à l'ouest de Lancaster. 
Administrativement, Heysham relève du district de la Cité de Lancaster. Au recensement de 2011, la population cumulée des trois wards de Heysham s'élevait à 17 016 habitants : 5 274 pour Heysham North, 4 478 pour Heysham Central et 7 264 pour Heysham South.
La ville abrite les ruines de la chapelle Saint-Patrick (en), un lieu de culte du haut Moyen Âge. La centrale nucléaire de Heysham se trouve près du port.

## Toponymie
Heysham est un nom d'origine vieil-anglaise. Il désigne une ferme ou un village (hām) situé parmi des broussailles (*hǣs). Il est attesté sous la forme Hessam dans le Domesday Book, compilé en 1086.

## Transports
Le port de Heysham, au sud de la ville, offre un service de ferrys à destination de l'île de Man et de l'Irlande. Il est desservi par la gare de Heysham Port (en).